# 카베나구이웬스

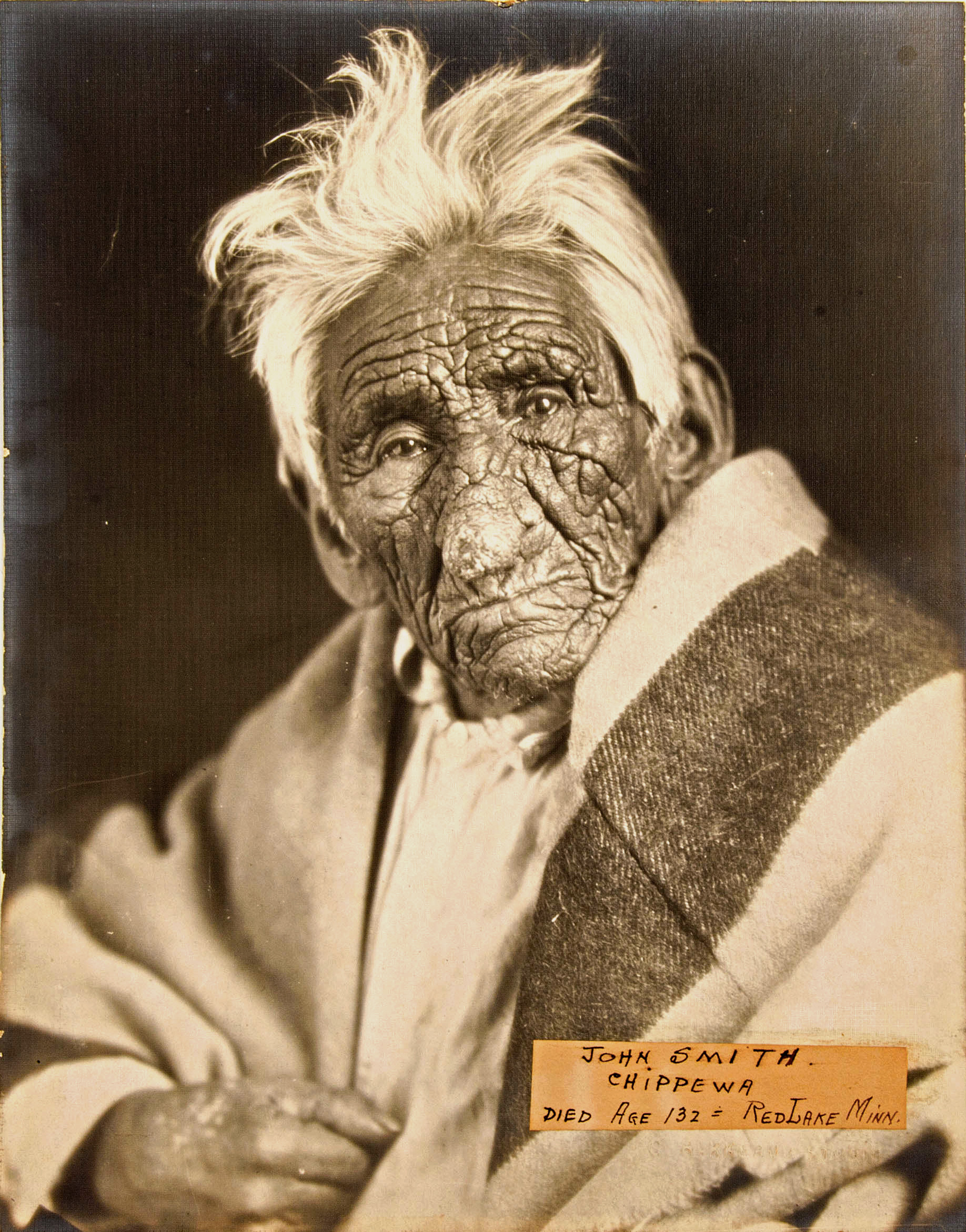
1915년경 사진

카베나구이웬스(Kahbe nagwi wens, Ka-be-na-gwe-wes, Ka-be-nah-gwey-wence, Kay-bah-nung-we-way, Ga-Be-Nah-Gewn-Wonce, Gaa-binagwiiyaas: 1822년 또는 1826년 ~ 1922년 2월 6일) 미네소타 카스호 호반에 살았던 오지브와 추장이다. 영어 이름은 존 스미스(John Smith)이고, 원어 이름은 "주름진 고기"라는 뜻이다.
주장되는 바에 따르면 137세까지 살았다고 하지만 그 진위여부는 입증된 바 없다. 8명의 아내를 두었지만 자식은 낳지 못했고 아들 한 명을 입양했다.